# 吉耶维夫河
吉耶维夫河（法語：Guiers Vif，法語發音：[ɡje vif]，意为“活的吉耶河”）是法国奥弗涅-罗讷-阿尔卑斯大区伊泽尔省与萨瓦省的河流，是吉耶河的左支流，长16.9千米。